# 奧利弗鎮區 (密歇根州卡爾卡斯卡縣)
奧利弗鎮區（英語：Oliver Township）是位於美國密歇根州卡爾卡斯卡縣的一個行政鎮區。

## 地方資料
奧利弗鎮區的面積為93.90平方千米，當中陸地面積為89.30平方千米，而水域面積為4.60平方千米。根據2020年美國人口普查的數據，當地共有人口292人，而人口密度為每平方千米3.11人。